# Herrarnas ringar i gymnastik vid olympiska sommarspelen 2008
Herrarnas ringar i gymnastik vid olympiska sommarspelen 2008 avgjordes den 18 augusti.

## Medaljörer
| Gren             | Guld             | Silver        | Brons                      |
| Herrarnas ringar | Chen Yibing Kina | Yang Wei Kina | Oleksandr Vorobiov Ukraina |

## Final
| Placering | Gymnast                        | A-poäng | B-poäng | Straff | Totalt |
| --------- | ------------------------------ | ------- | ------- | ------ | ------ |
|           | Chen Yibing (CHN)              | 7.300   | 9.300   |        | 16.600 |
|           | Yang Wei (CHN)                 | 7.500   | 8.925   |        | 16.425 |
|           | Oleksandr Vorobiov (UKR)       | 7.200   | 9.125   |        | 16.325 |
| 4         | Andrea Coppolino (ITA)         | 7.100   | 9.125   |        | 16.225 |
| 5         | Danny Pinheiro Rodrigues (FRA) | 7.500   | 8.725   |        | 16.225 |
| 6         | Matteo Morandi (ITA)           | 7.100   | 9.100   |        | 16.200 |
| 7         | Robert Stanescu (ROU)          | 7.000   | 8.825   |        | 15.825 |
| 8         | Jordan Jovtjev (BUL)           | 6.800   | 8.725   |        | 15.525 |

## Kvalificerade tävlande
| Placering | Gymnast                        | A-poäng | B-poäng | Straff | Totalt |
| --------- | ------------------------------ | ------- | ------- | ------ | ------ |
| 1         | Chen Yibing (CHN)              | 7.300   | 9.225   |        | 16.525 |
| 2         | Yordan Yovchev (BUL)           | 7.300   | 8.975   |        | 16.275 |
| 3         | Oleksandr Vorobiov (UKR)       | 7.200   | 9.050   |        | 16.250 |
| 4         | Yang Wei (CHN)                 | 7.300   | 8.925   |        | 16.225 |
| 5         | Matteo Morandi (ITA)           | 7.100   | 8.925   |        | 16.025 |
| 6         | Andrea Coppolino (ITA)         | 6.800   | 9.175   |        | 15.975 |
| 7         | Danny Pinheiro Rodrigues (FRA) | 7.200   | 8.600   |        | 15.800 |
| 8         | Robert Stanescu (ROU)          | 7.000   | 8.750   |        | 15.750 |